# Niobrara County
Niobrara County ist ein County im Bundesstaat Wyoming der Vereinigten Staaten. Bei der Volkszählung 2020 hatte das Niobrara County 2467 Einwohner. Der Sitz der Countyverwaltung (County Seat) ist in Lusk.

## Geographie
Das County hat eine Fläche von 6806 Quadratkilometern, davon sind 5 Quadratkilometer Wasserflächen.
Es grenzt im Uhrzeigersinn an die Countys: Weston County, Custer County (South Dakota), Fall River County (South Dakota), Sioux County (Nebraska), Goshen County, Platte County und Converse County.

## Geschichte
Das County wurde im Jahre 1911 gegründet.

## Demografische Daten

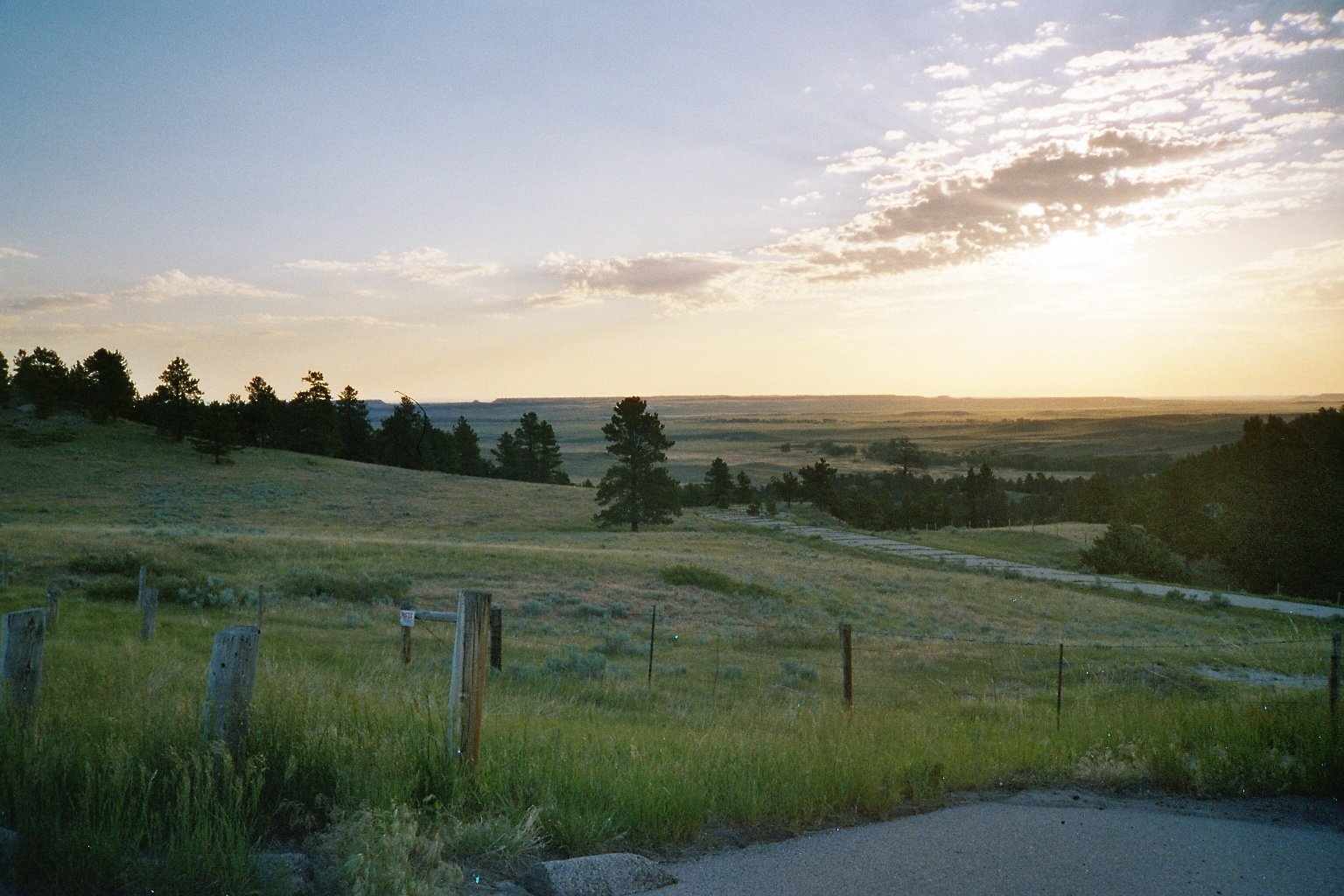
Niobrara County Wyoming

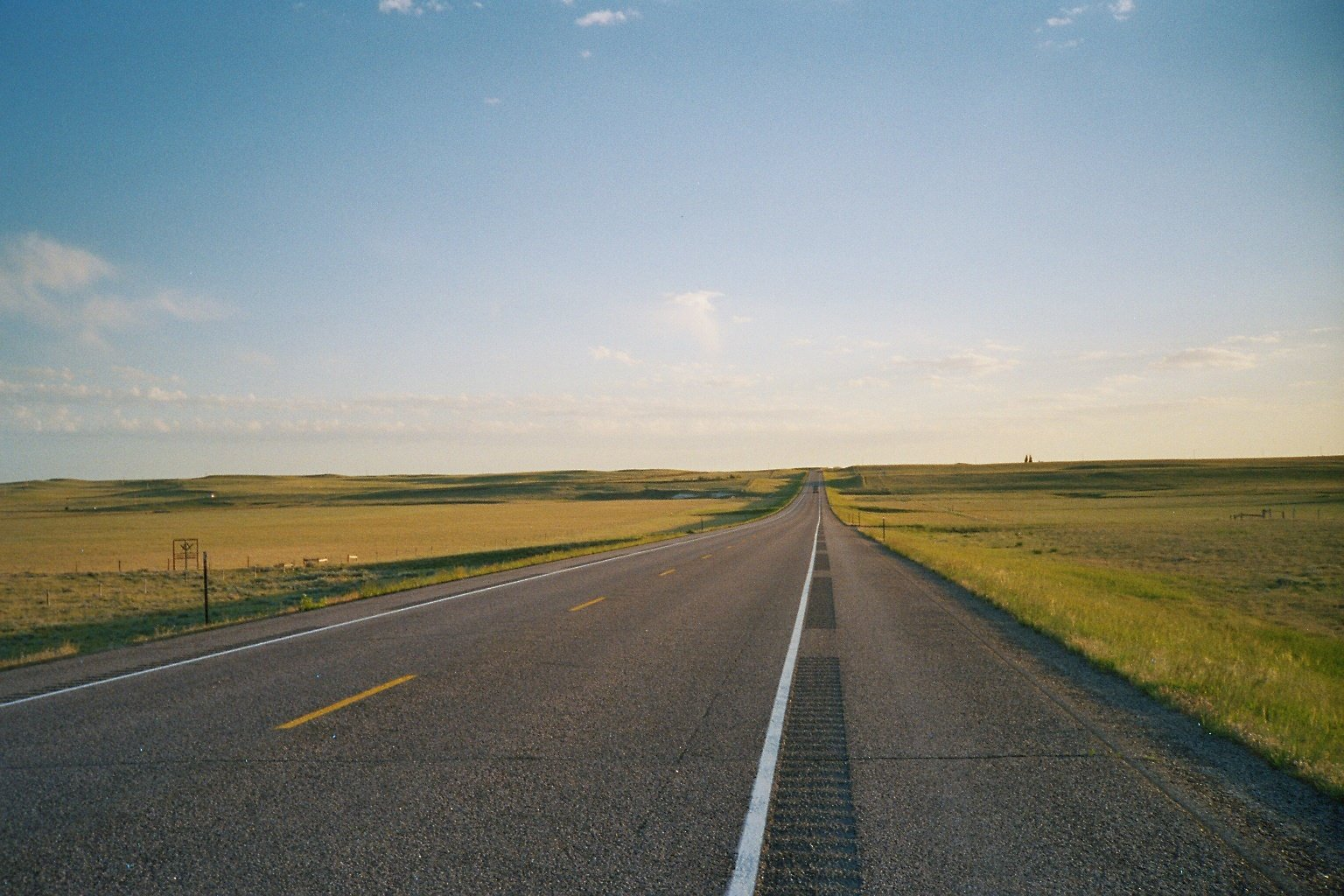
Niobrara County Wyoming SR85

Nach der Volkszählung im Jahr 2000 lebten im Niobrara County 2407 Menschen. Es gab 1011 Haushalte und 679 Familien. Die Bevölkerungsdichte betrug weniger als 1 Einwohner pro Quadratkilometer. Ethnisch betrachtet setzte sich die Bevölkerung zusammen aus 98,05 % Weißen, 0,12 % Afroamerikanern, 0,50 % amerikanischen Ureinwohnern, 0,12 % Asiaten, 0,00 % Bewohnern aus dem pazifischen Inselraum und 0,50 % aus anderen ethnischen Gruppen; 0,71 % stammten von zwei oder mehr ethnischen Gruppen ab. 1,50 % Prozent der Bevölkerung waren spanischer oder lateinamerikanischer Abstammung.
Von den 1011 Haushalten hatten 27,10 % Kinder und Jugendliche unter 18 Jahre, die bei ihnen lebten. 57,60 % waren verheiratete, zusammenlebende Paare, 6,00 % Prozent waren allein erziehende Mütter, 32,80 % waren keine Familien. 29,50 % waren Singlehaushalte und in 14,10 % lebten Menschen im Alter von 65 Jahren oder darüber. Die Durchschnittshaushaltsgröße betrug 2,28 und die durchschnittliche Familiengröße lag bei 2,81 Personen.
Auf das gesamte County bezogen setzte sich die Bevölkerung zusammen aus 22,60 % Einwohnern unter 18 Jahren, 6,10 % zwischen 18 und 24 Jahren, 26,00 % zwischen 25 und 44 Jahren, 26,60 % zwischen 45 und 64 Jahren und 18,70 % waren 65 Jahre alt oder darüber. Das Durchschnittsalter betrug 43 Jahre. Auf 100 weibliche Personen kamen 95,20 männliche Personen, auf 100 Frauen im Alter ab 18 Jahren kamen statistisch 88,80 Männer.
Das jährliche Durchschnittseinkommen eines Haushalts betrug 29.701 USD, das Durchschnittseinkommen der Familien betrug 33.714. USD. Männer hatten ein Durchschnittseinkommen von 25.909 USD, Frauen 17.016 USD. Das Prokopfeinkommen betrug 15.757 USD. 13,40 % der Familien und 10,70 % der Bevölkerung lebten unterhalb der Armutsgrenze. 15,00 % davon waren unter 18 Jahre und 15,60 % waren 65 Jahre oder älter.

## Orte im Niobrara County
Towns
| - Lusk - Manville - Van Tassel |

Census-designated places (CDP)
| - Lance Creek |

Unincorporated Communitys
| - Keeline - Riverview |